# U 741
U 741 war ein deutsches Unterseeboot des Typs VII C. Es wurde von der Kriegsmarine während des Zweiten Weltkriegs im Jahr 1944 im Nordatlantik und in der Biskaya eingesetzt.

## Technische Daten
Die F. Schichau Werft in Danzig wurde erst nach der deutschen Besetzung Polens in die Kriegsrüstung eingebunden und baute von 1941 bis 1944 insgesamt 62 VII-C-Boote. U 741 war ein sogenanntes „Atlantikboot“ aus einer im Juni 1941 in Auftrag gegebenen Baureihe, die insgesamt sechs Boote umfasste: U 741 bis U 746. Ein VII-C-Boot hatte eine Länge von 66,5 m und verdrängte 760 t Wasser. Es machte mit seinem 3000 PS starken Dieselantrieb über Wasser bis zu 17 Knoten Fahrt und hatte eine maximale Reichweite von 9500 Seemeilen. Als Wappen trug U 741 am Turm eine Palme im Wüstensand – wie bei vielen der deutschen U-Bootwappen eine Anspielung auf den Namen des Kommandanten Gerhard Palmgren.
Schnorchelboot

U 741 war mit einem Schnorchel ausgestattet, der eine längere Unterwasserfahrt ermöglichte. Da diese Modifikation einerseits eine Frischluftzufuhr gewährleistete und andererseits die giftigen Dieselabgase abführte, hatten „Schnorchelboote“ längere Verweilzeiten unter Wasser. Die Dieselmaschinen konnten unter Wasser genutzt werden und das Boot war vor dem Entdecktwerden besser geschützt.
Der U-Bootschnorchel war bei den Booten vom Typ VII als umklappbarer Mast mit innenliegenden Röhren für Zu- und Abluft ausgeführt, der zusätzlich am oberen Ende über einen Schwimmer verfügte. Der Schwimmer verhinderte beim Unterschneiden des Schnorchels unter die Wasseroberfläche, dass Wasser angesaugt wurde und so in das getauchte Boot gelangte.
Kritik am Schnorchelsystem

Der Einsatz des Schnorchels wurde von den Besatzungen der U-Boote kritisiert. Mannschaften äußerten die Befürchtung, der Schwimmer des Schnorchels sei auf der Meeresoberfläche leicht zu entdecken und sein Unterschneiden bei unruhigerer See provoziere ein Vakuum im Bootsinneren. Außerdem sei die Ableitung der Dieselabgase unzureichend und das Gasaufkommen führe zu Schwindel bis hin zur Ohnmacht. Funker berichteten, ein „schnorchelndes“ Boot verursache Störgeräusche, die das Erlauschen von möglichen Feindfahrzeugen unmöglich machten.

## Geschichte
Kommandant war vom 10. April 1943 bis zum Untergang am 15. August 1944 Gerhard Palmgren (* 1919 in Kassel), vorher Erster Wachoffizier auf U 441.
U 741 fuhr bis Oktober 1943 als Ausbildungsboot bei der in Danzig stationierten 8. U-Flottille in der Ostsee. Am 1. November desselben Jahres wurde das Boot der 1. U-Flottille als Frontboot (zum Teil mit Transportaufgaben betraut) zugeteilt.
Am 25. November 1943 brach U 741 von Kiel aus zur ersten Feindfahrt auf, in deren Verlauf das Boot westlich von Irland im Nordatlantik operierte. Am 27. Januar lief U 741 dann schließlich in Brest ein, dem Stützpunkt der 1. U-Flottille. Von dort aus unternahm U 741 noch drei weitere Feindfahrten, jedoch ohne Schiffe zu versenken oder zu beschädigen. Die letzte dieser Fahrten endete im Juli 1944 im befestigten Hafen von Le Havre. Der Schnorchel von U 741 war am 12. Juli von einem alliierten Schiff gerammt und stark beschädigt worden. Kommandant Palmgren entschloss sich, Le Havre anzulaufen – entgegen dem Befehl des Flottillenchefs Hans-Rudolf Rösing, nach Brest zurückzukehren.
U 741 lief am 3. August 1944 von Le Havre zu seiner letzten Feindfahrt aus. Strategisches Ziel des Einsatzes war die Teilnahme an der Abwehr der Operation Overlord. Als Operationsgebiet war der Le Havre vorgelagerte Teil des Ärmelkanals vorgesehen. Am 15. August torpedierte und versenkte U 741 beim Angriff auf den Konvoi FTM 69 ein britisches Infanterielandungsboot (HMS LST 404) mit 246 BRT (Lage).

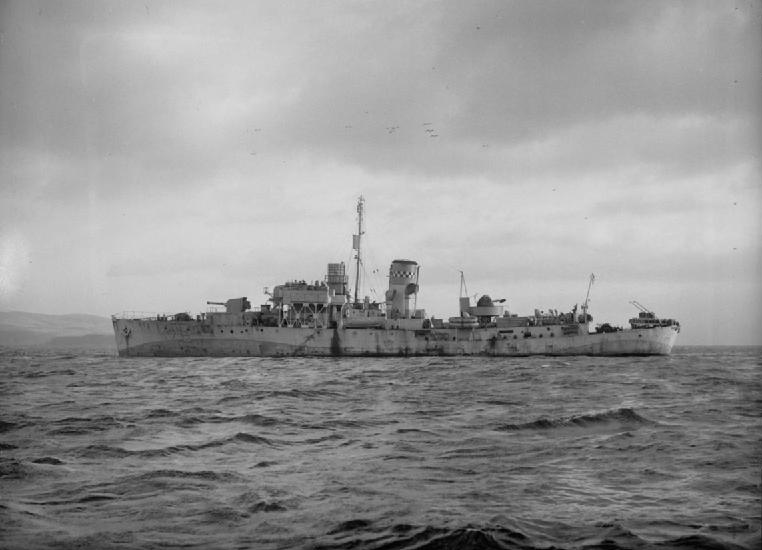
HMS Orchis rettete den Maschinenmaat Leo Leuwer, den einzigen Überlebenden von U 741

Im Anschluss an die Torpedierung von LST 404 legte Kommandant Palmgren das Boot vorsichtshalber in 60 Metern Tiefe auf Grund. Dennoch wurde U 741 durch die britischen Korvette HMS Orchis per ASDIC erfasst. Die Orchis attackierte das deutsche U-Boot mit U-Jagd-Mörsern sowie Wasserbomben und zerstörte das Vorschiff des U-Bootes bis zur Tauchunfähigkeit (Lage).
Es gelang einer kleinen Gruppe, sich im unbeschädigten Hinterschiff von U 741 zu sammeln und einen Auftauchversuch unter Zuhilfenahme der Tauchretter zu unternehmen. Die hierfür notwendige Flutung des Hinterschiffs dauerte allerdings länger, als die Kapazität der Tauchretter reichte. Nur einem Mann, der über einen zweiten Tauchretter verfügte, gelang es schließlich, die Oberfläche zu erreichen. Der Mann wurde von der Korvette Orchis gerettet.
Leo Leuwer starb im Alter von 93 Jahren in Essen am 20. Oktober 2013.